# 比格里弗鎮區 (密蘇里州聖弗朗索瓦縣)
比格里弗鎮區（英語：Big River Township）是位於美國密蘇里州聖弗朗索瓦縣的一個行政鎮區。

## 地方資料
比格里弗鎮區的面積為84.64平方千米，當中陸地面積為84.12平方千米，而水域面積為0.52平方千米。根據2020年美國人口普查的數據，當地共有人口2113人，而人口密度為每平方千米24.96人。